# 黒羽城
黒羽城（くろばねじょう）は、栃木県那須郡黒羽町（現: 大田原市）にあった日本の城。別名: 九鶴城。

## 歴史・沿革
黒羽城の起源は、1576年（天正4年）に大関高増が白旗城から本拠を遷した事から始まった。
1590年（天正18年）の小田原征伐の際、主家の那須氏の那須資晴は小田原へ参陣しなかった為に改易されたものの、大関氏の当主である高増は、弟である大田原氏の当主大田原綱清の息子大田原晴清と共にいち早く参陣して所領を安堵(1万3000石)された。
1600年（慶長5年）の関ヶ原の戦いにおいて大関氏は東軍に与し、徳川家康が会津の上杉景勝に対する備えとして大規模な改修が行われた。戦後に加増されて黒羽藩2万石の大名となり、黒羽陣屋として藩庁が置かれた。
1664年（寛文4年）に江戸幕府4代将軍徳川家綱からの領知朱印状によって、大関氏の石高は1万8000石に確定となり幕末まで変更はなかった。
1689年（元禄2年）に、松尾芭蕉が奥の細道の旅行中に4月3日から4月16日まで最長の14日間、城下に滞在した。
江戸時代を通じ、関東では珍しく外様大名の大関氏の支配は続いた。
1871年（明治4年）、廃藩置県により廃城となった。

## 構造
西は那珂川とそれに沿った崖に面し、東には松葉川が流れる丘陵の上に築かれ、本丸、中の丸、北の丸からなる内城を三の丸が囲むように配置された。
黒羽城跡は現在、黒羽城址公園となっていて空堀・土塁などが良好な状態で保存されている。三の丸には黒羽芭蕉の館がある。